# Philip Brown (Leichtathlet)
Philip Andrew „Phil“ Brown (* 6. Januar 1962 in Birmingham, England) ist ein ehemaliger britischer Sprinter, dessen Spezialstrecke der 400-Meter-Lauf war.
Seine größten Erfolge hatte er in der 4-mal-400-Meter-Staffel. Bei den Commonwealth Games startete er für England. Seine persönliche Bestzeit von 45,26 s stellte er am 26. Mai 1985 in Antrim auf.

## Endkampfplatzierungen

### Olympische Spiele
- 1984 in Los Angeles: Platz 2 über 4 × 400 m in 2:59,13 (Kriss Akabusi, Garry Cook, Todd Bennett, Philip Brown)
- 1988 in Seoul: Platz 5 über 4 × 400 m in 3:02,00 (Brian Whittle, Kriss Akabusi, Todd Bennett, Philip Brown)

### Weltmeisterschaften
- 1983 in Helsinki: Platz 3 über 4 × 400 m in 3:03,53 (Ainsley Bennett, Garry Cook, Todd Bennett, Philip Brown)
- 1987 in Rom: Platz 2 über 4 × 400 m in 2:58,86 (Derek Redmond, Kriss Akabusi, Roger Black, Philip Brown)

### Europameisterschaften
- 1982 in Athen: Platz 2 über 4 × 400 m in 3:00,68 (David Jenkins, Garry Cook, Todd Bennett, Philip Brown)
- 1982: Platz 4 über 400 m in 45,45

### Commonwealth Games
- 1982: Platz 1 über 4 × 400 m in 3:05,45 (Steve Scutt, Garry Cook, Todd Bennett, Philip Brown)
- 1982: Platz 6 über 400 m in 47,11
- 1986: Platz 1 über 4 × 400 m in 3:07,19 (Kriss Akabusi, Roger Black, Todd Bennett, Philip Brown)
- 1986: Platz 3 über 400 m in 46,80